# Грёттумсбротен, Юхан
Юхан Хагбарт Педерсен Грёттумсбротен (норв. Johan Hagbart Pedersen Grøttumsbråten; 24 февраля 1899[…], Кристиания — 21 января 1983, Вестре Акер, Осло) — норвежский двоеборец и лыжник, двукратный олимпийский чемпион и двукратный чемпион мира в двоеборье, олимпийский чемпион и чемпион мира в лыжных гонках.

## Карьера
На Олимпийских играх 1924 года в Шамони выступал в лыжных гонках и двоеборье. В двоеборье завоевал бронзовую медаль, 0,365 бала уступив серебряному призёру своему партнёру по команде Торальфу Стрёмстаду и на 0,194 бала обойдя другого своего соотечественника Харальда Ёкерна. В лыжных гонках выступал в обеих дисциплинах программы, гонках на 18 км и 50 км. В гонке на 18 км завоевал серебряную медаль, 1 минуту и 20 секунд уступив победителю, тоже норвежцу Торлейфу Хёугу и 35 секунд выиграл у ставшего третьим финна Тапани Нику. В гонке на 50 км завоевал бронзовую медаль, 37 секунд уступив серебряному призёру своему соотечественнику Торальфу Стрёмстаду и более 2-х минут выиграл у ставшего четвёртым другого норвежца Йона Мордалена.
На Олимпийских играх 1928 года в Санкт-Морице Грёттумсбротен вновь выступал и в лыжных гонках и в двоеборье. В двоеборье завоевал золотую медаль, более чем на 2,5 бала обойдя ставшего вторым своего соотечественника Ханса Виньяренгена. В лыжных гонках участвовал лишь в гонке на 18 км в которой так же завоевал золото, ровно 2 минуты выиграв у ставшего вторым другого норвежца Оле Хегге.
На Олимпийских играх 1932 года в Лейк-Плэсиде, как и на предыдущих Олимпиадах Грёттумсбротен выступал и в лыжных гонках и в двоеборье. В двоеборье, как и четыре года назад стал олимпийским чемпионом, более чем на 10 балов обойдя ставшего вторым своего соотечественника Оле Стенена. В лыжных гонках вновь участвовал лишь в гонке на 18 км, но на этот раз стал лишь 6-м.
На чемпионатах мира завоевал две золотые медали в двоеборье, на чемпионатах 1926 и 1931 годов. Так же на чемпионате мира 1931 года, завоевал золото в лыжной гонке на 18 км.